# 베를린 도심선
베를린 도심선(독일어: Berliner Stadtbahn)은 베를린의 역사적 중심지와 서부 부도심을 동서 방향으로 잇는 철도 노선이다. 노선의 대부분 구간은 고가교 상에 설치되어 있다. 총 길이는 11.2 km이며 베를린 동역에서 알렉산더플라츠역, 프리드리히슈트라세역, 베를린 중앙역, 베를린 동물원역을 거쳐 베를린 샤를로텐부르크역까지의 구간을 운행한다. 노선은 전 구간 복복선 전철화되어 있으며, 남쪽 복선은 광역 및 장거리 열차에서 사용하고 북쪽 복선은 베를린 S반에서 사용한다.
베를린 동역부터 샤를로텐부르크역 서쪽의 홀첸도르프슈트라세(Holtzendorffstraße)까지의 도심선 구조물은 보호되어 있다.

## 건설 배경

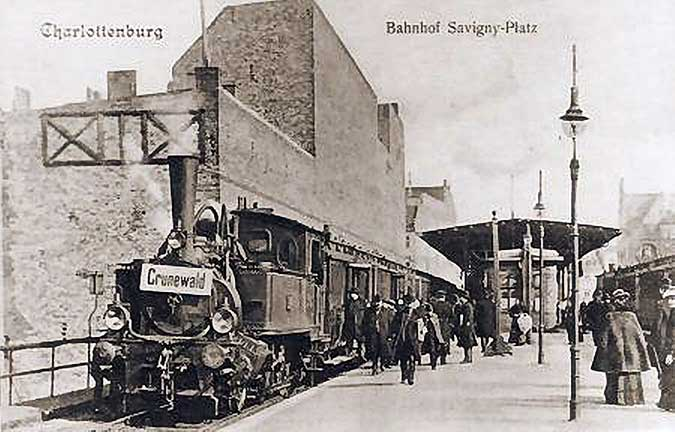
T형 기관차가 있는 사비니플라츠역

1871년 당시 베를린에서는 총 8개의 간선 철도 노선(포츠담선, 안할트선, 슈테틴선, 함부르크선, 괴를리츠선, 동방철도, 레어테선)이 종착했다. 각각 간선 철도 노선은 베를린 시계 외부에 두단식 종착역이 개별로 있었다. 다른 노선의 열차로 환승하려면 도시를 가로지르는 마차로 환승해야 했다.
한편 1871년부터 베를린의 대형 장거리 기차역은 베를린 순환선으로 연결되었다. 처음에는 동쪽에 반원형을 그리는 형태로 시작했으며, 베를린 도심선 건설 시기에 도시를 둘러싸는 완전한 순환 고리를 이루었다.
베를린 도심선은 도시를 관통하여 여러 중앙역을 빠르게 연결하기 위해서 계획되었다.

## 건설 역사

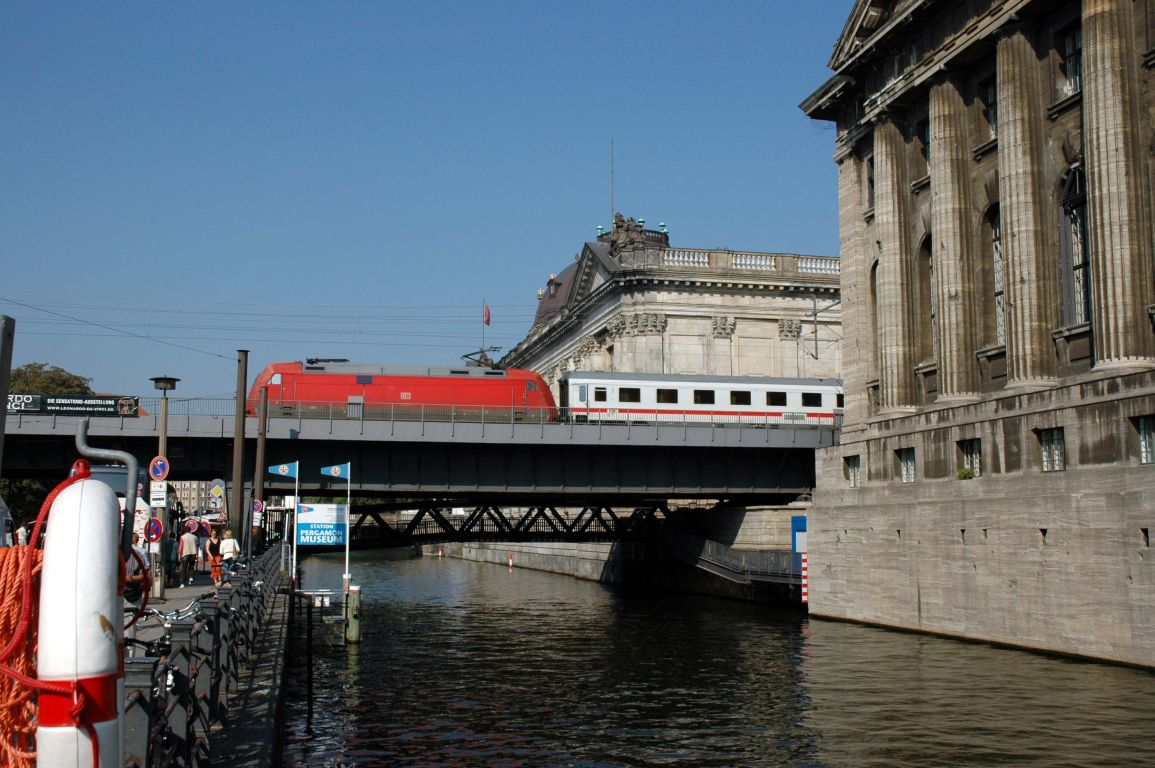
박물관섬을 가로지르는 베를린 도심선

1872년 베를린의 독일 철도건설회사(Deutsche Eisenbahnbaugesellschaft)는 당시의 프랑크푸르트역(현재의 베를린 동역)에서 샤를로텐부르크를 거쳐서 포츠담을 연결하는 도심선(Stadtbahn) 건설을 제안했다. 1873년 12월 프로이센 왕국과 민간 철도회사인 베를린-포츠담 철도, 마그데부르크-할버슈타트 철도, 베를린-함부르크 철도회사, 독일 철도건설회사의 합작으로 베를린 도심철도회사(Berliner Stadteisenbahngesellschaft)를 설립했다.
도심선 건설은 1875년에 시작했다. 3년 후 독일 철도건설회사가 파산하면서 프로이센 왕국은 주주 4명의 지분을 인수하여 베를린 도심선 건설과 운영비 지분을 확대했고, 연결되는 노선에도 지분을 투자했다. 프로이센 국가의 개입은 프랑스에 대항하기 위한 참모본부의 의도가 강했다.
건설 관리는 1878년 7월 15일에 새로 세워진 왕립 베를린 도심철도 본부(Königlichen Direktion der Berliner Stadteisenbahn)로 이전되었고, 본부장은 에른스트 디르크센(Ernst Dircksen)이 맡았다. 이 조직은 프로이센 산업통상부의 지휘를 받았다가 별도의 공공사업부로 이관되었다.
1882년 2월 6일, 정식 개통 하루 전에 전역에 정차했던 빌헬름 1세를 위한 특별 열차가 운행했다. 같은 해 2월 7일에 시내 교통용으로 개통했고, 5월 15일에는 장거리 교통용으로도 개통했다. 1882년 2월, 슈타트반(Stadtbahn)은 도시 교통에 사용되었으며, 당시 건설 비용은 토지 매입 비용을 포함해서 500만 마르크였고, 현재의 구매력으로 환산했을 때 킬로미터당 3900만 유로이다.

Auf der Berliner Stadtbahn(1882년)에 실린 목판화
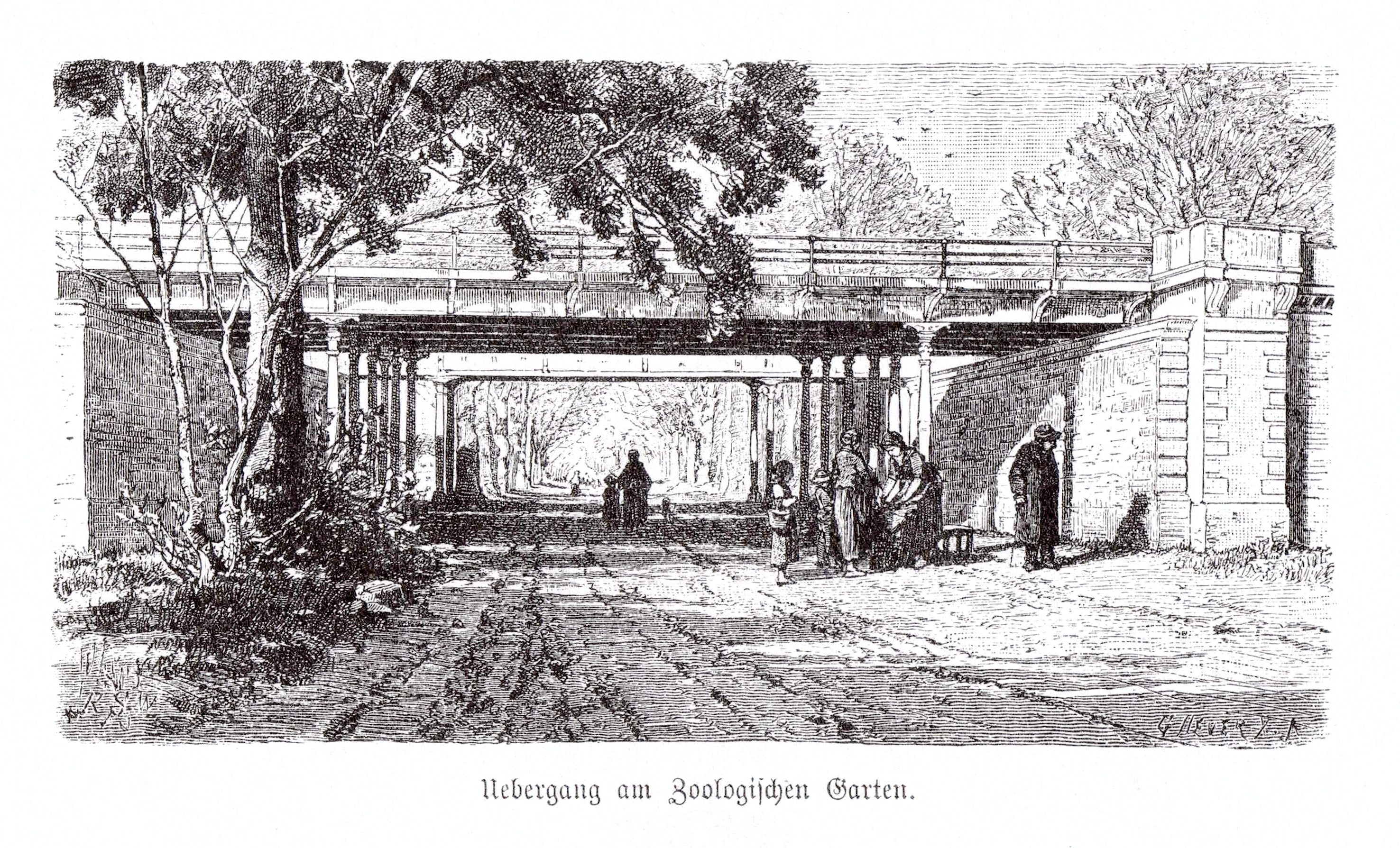
동물원역
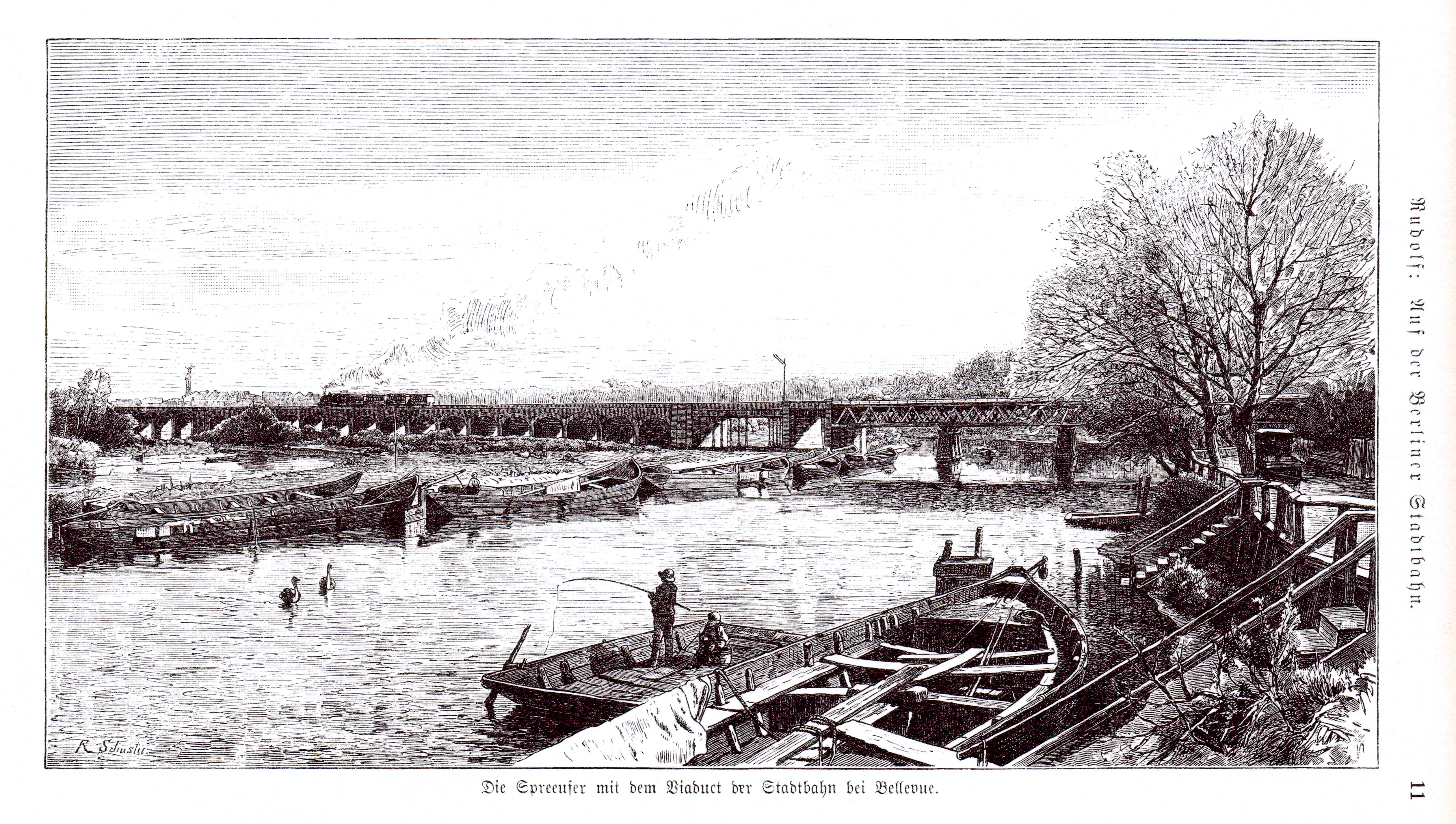
벨뷔역 근처 도심선 육교
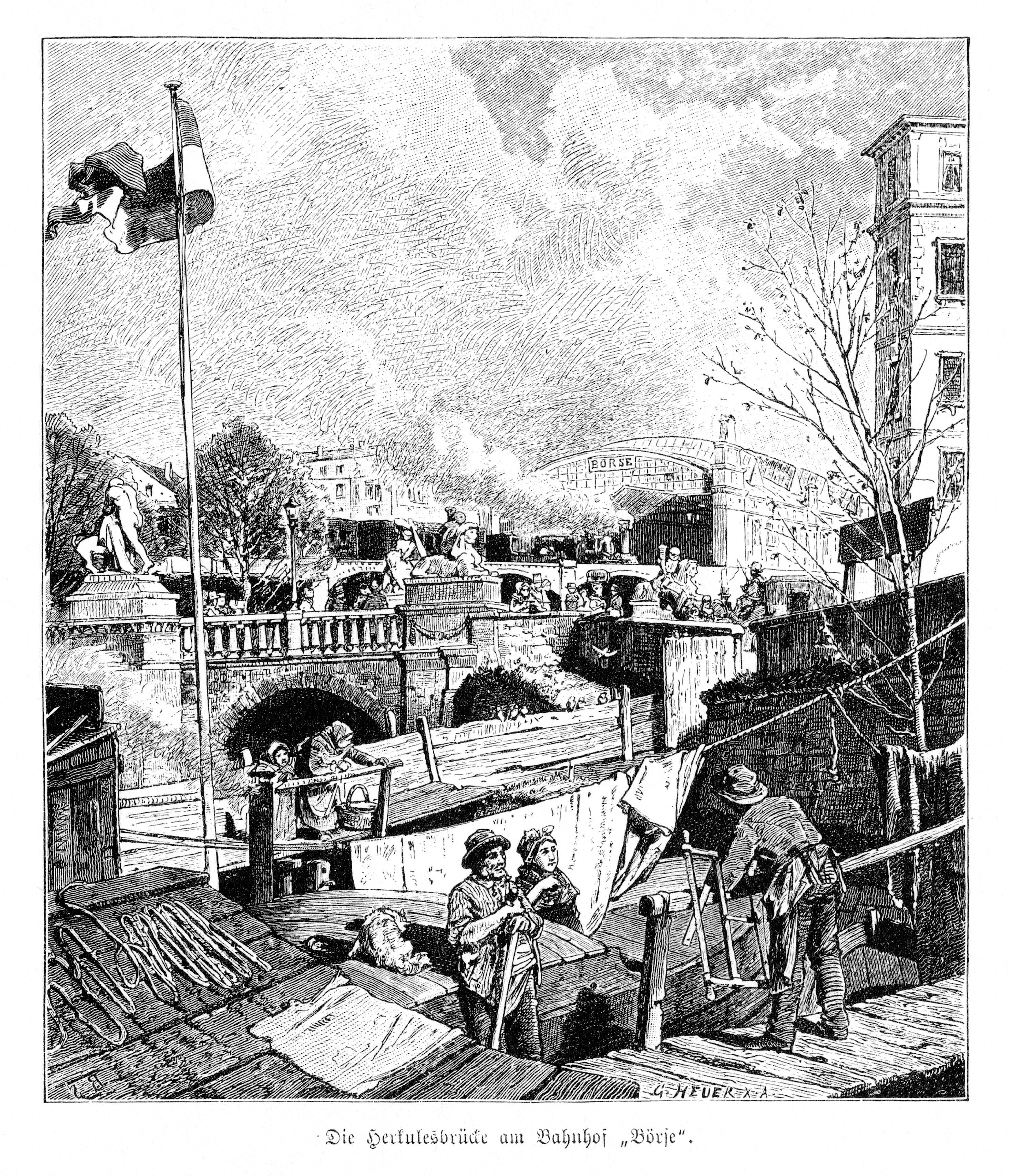
증권 거래소에서(현재의 하케셔 마르크트역)
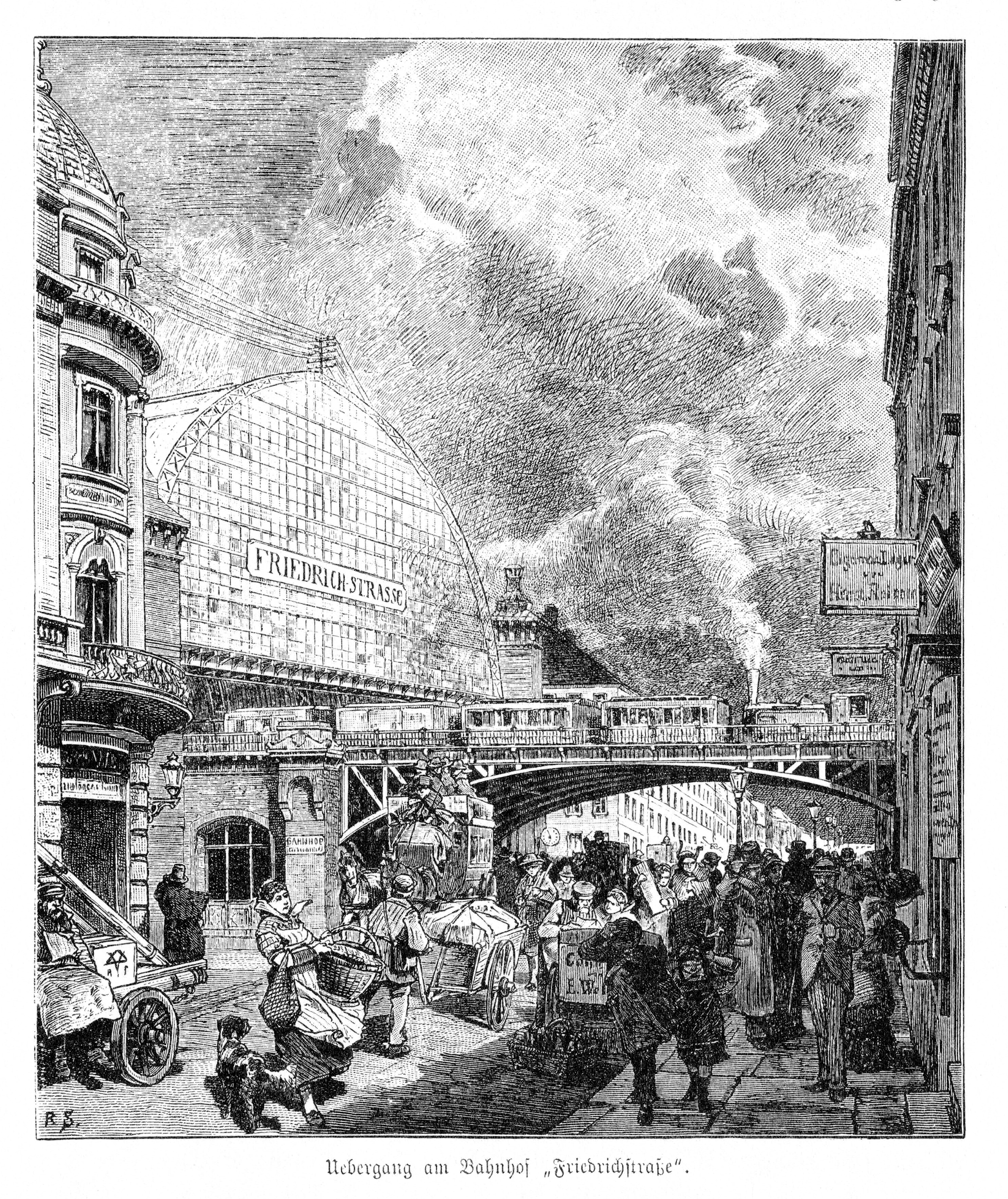
프리드리히슈트라세역
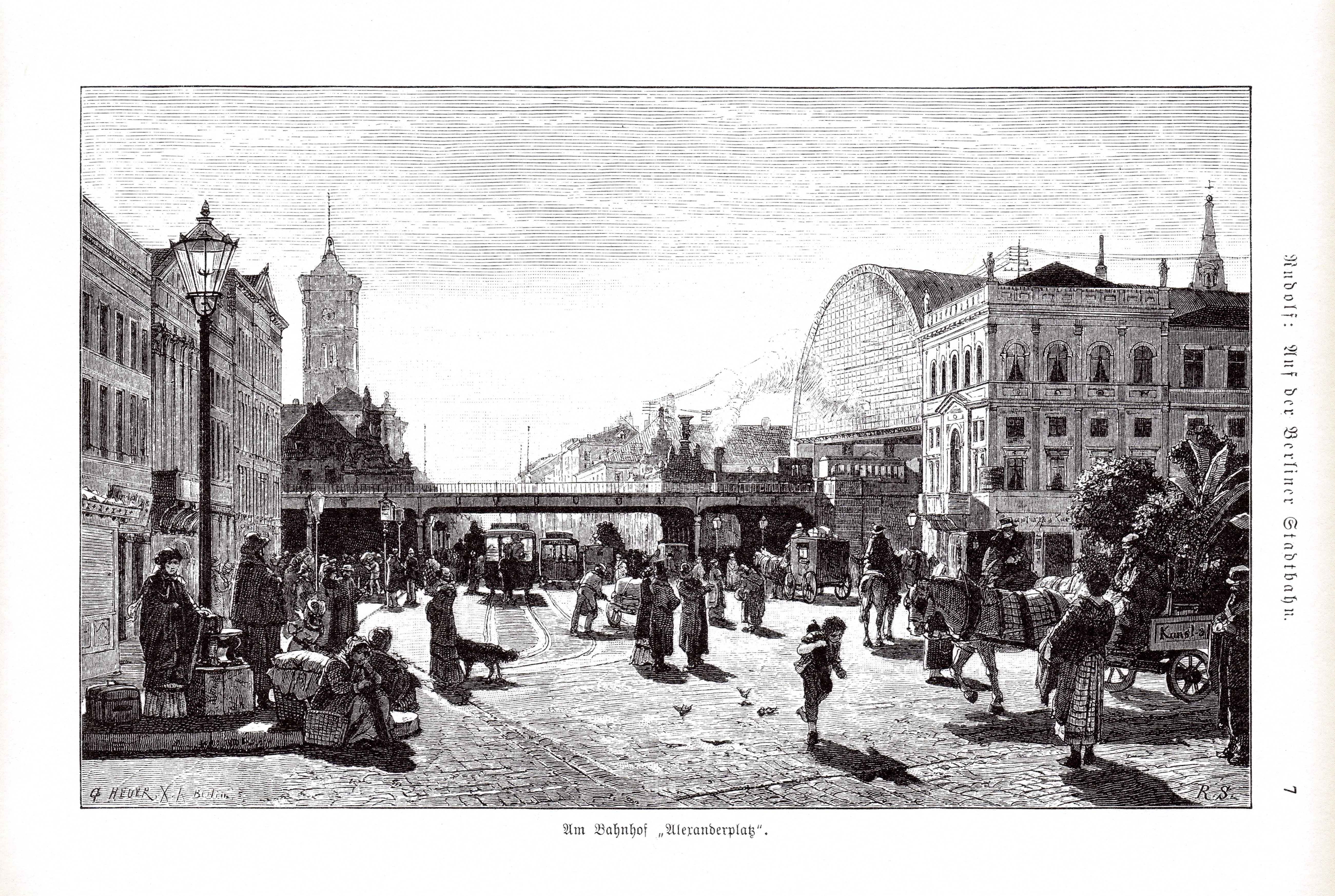
알렉산더플라츠역

## 노선

### 경로

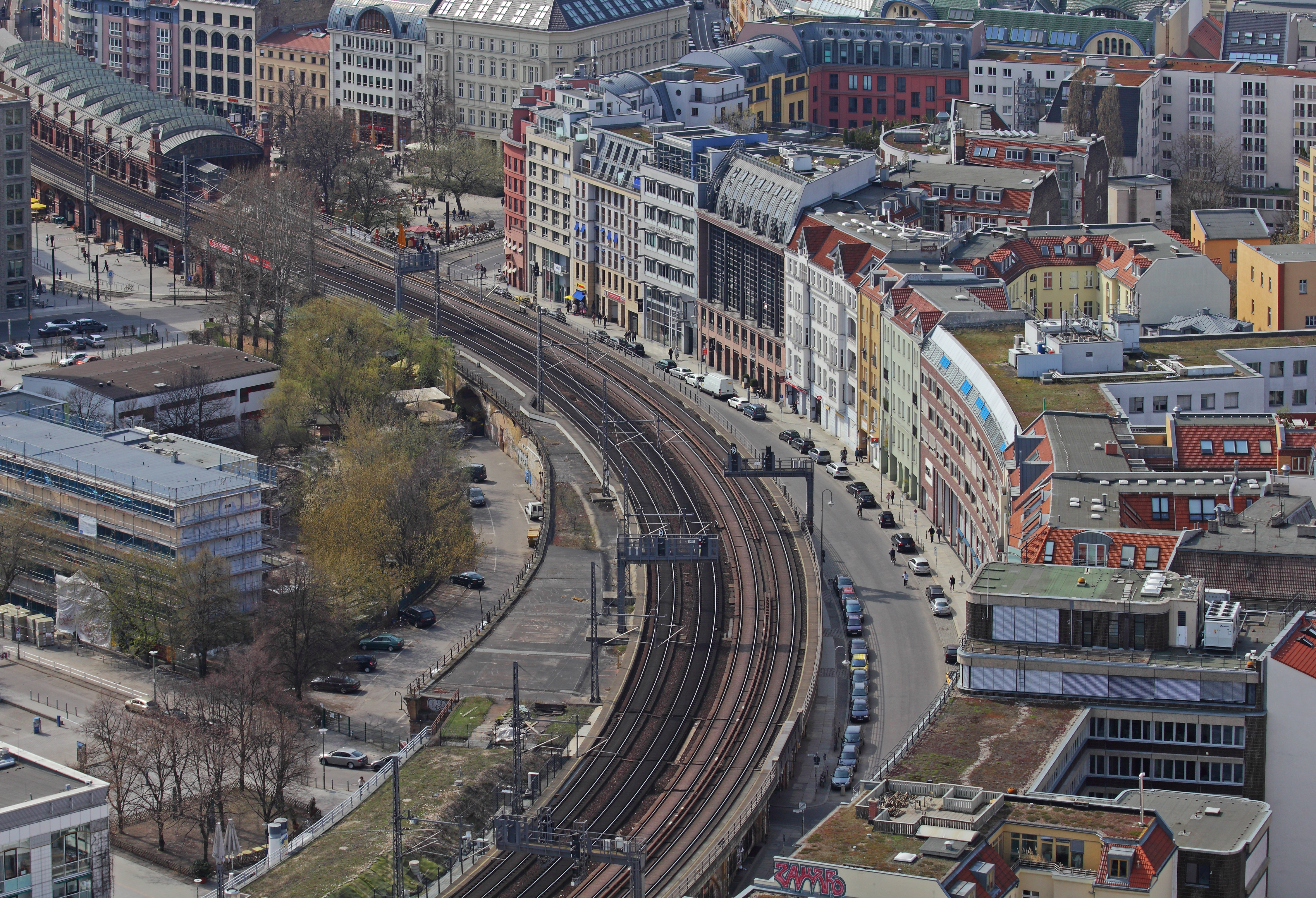
파크 인 알렉산더플라츠에서 본 미테구 구간. 왼쪽 뒤편에 하케셔 마르크트역이 있다.

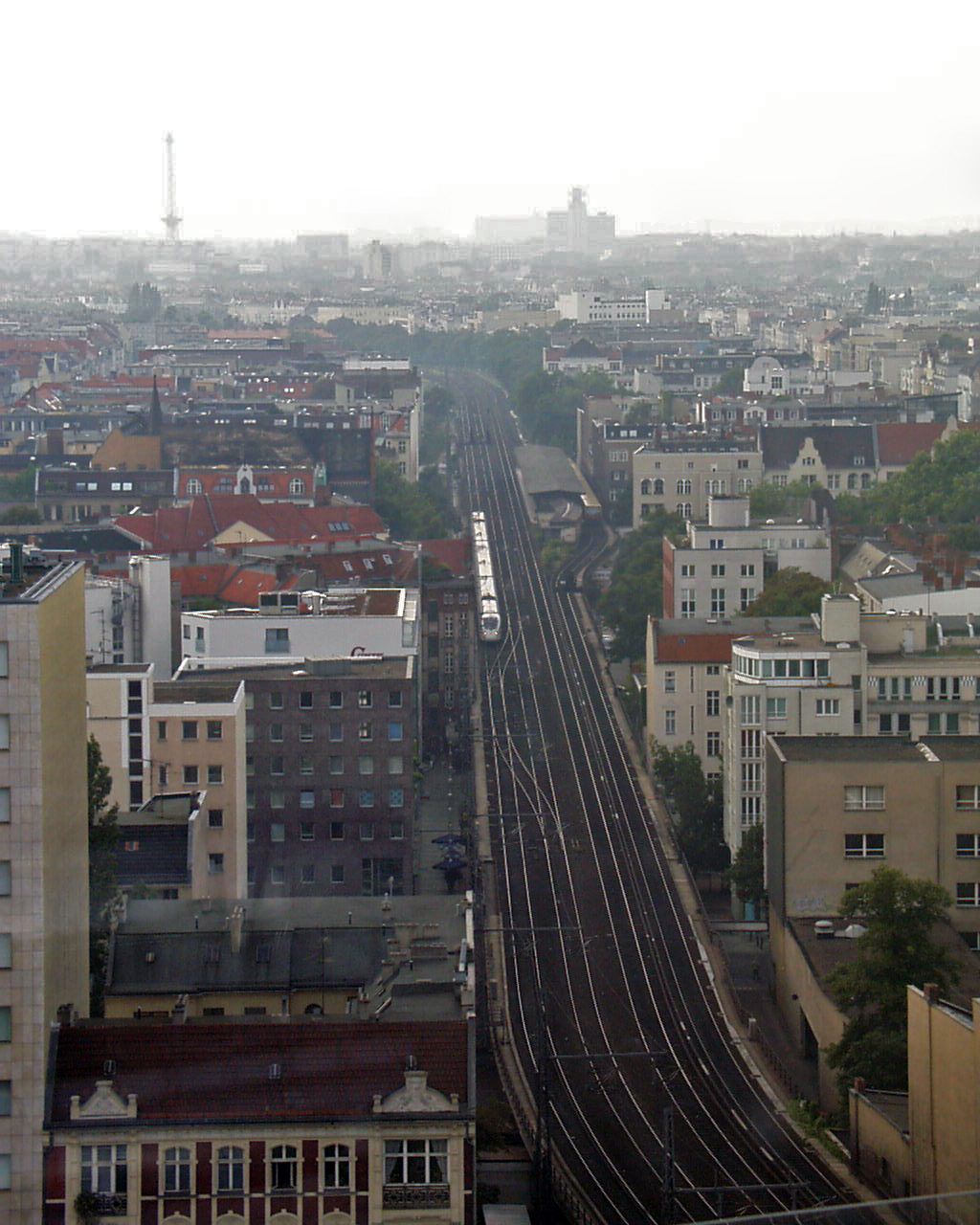
노이어 크란츨러에크에서 바라본 샤를로텐부르크구 구간. 사비니플라츠 역이 있다.

베를린 순환선이 화물 운송용으로 설계된 것과 대조적으로, 베를린 도심선은 여객역간을 최단거리로 연결하기 위해서 설계되었다. 접속 노선을 통해서 베를린으로 진입하는 다른 노선과 연결되었다.
전 구간 복복선 전철이며, 한 쪽 복선은 광역 및 장거리 열차가 운행한다. 베를린 광역철도의 중심 노선이기도 하다.
건설 당시에도 베를린은 고밀도 시가지가 발달해 있었기 때문에 부지 확보가 쉽지 않았다. 도심선의 원래 계획은 라이프치커 슈트라세(Leipziger Straße)를 따라가려고 했으나, 토지 가격이 너무 높아서 지나지 못했다.
일부 노선은 17세기에 건설되었던 베를린 요새의 해자를 따라서 건설되었으며, 토지 소유자가 공공이었기 때문에 매입 비용이 부담되지 않았다. 이 구간은 하케셔 마르크트역과 야노비츠브뤼케역 사이이며, 알렉산더플라츠역과 야노비츠브뤼케역 사이가 일직선이 아님에서 볼 수 있다.
베를린 도심선은 벽돌 고가교 8 km(원래 고가교 아치 731개), 철교 2 km, 나머지 2 km는 제방 위에 지어졌다. 노선을 따라서 총 철교 64개가 있으며, 주요 철교로는 240 m 길이의 훔볼트하펜 철교가 있다. 대부분 광폭 철교의 지지대로는 하르퉁식 기둥(Hartungsche Säulen)을 사용하며, 이 양식은 1880년부터 1910년까지 베를린의 철도 건축에 사용되었다.
1851년 노면상에 건설되었던 왕립 철도역 연결선(Königlichen Bahnhofs-Verbindungsbahn)과의 가장 큰 차이점이다. 초기 건설 당시 궤도는 철제 침목(하르만 시스템, System Haarmann) 상에 설치되었다가 20세기 초에 목재 침목으로 대체되었다.

### 기차역

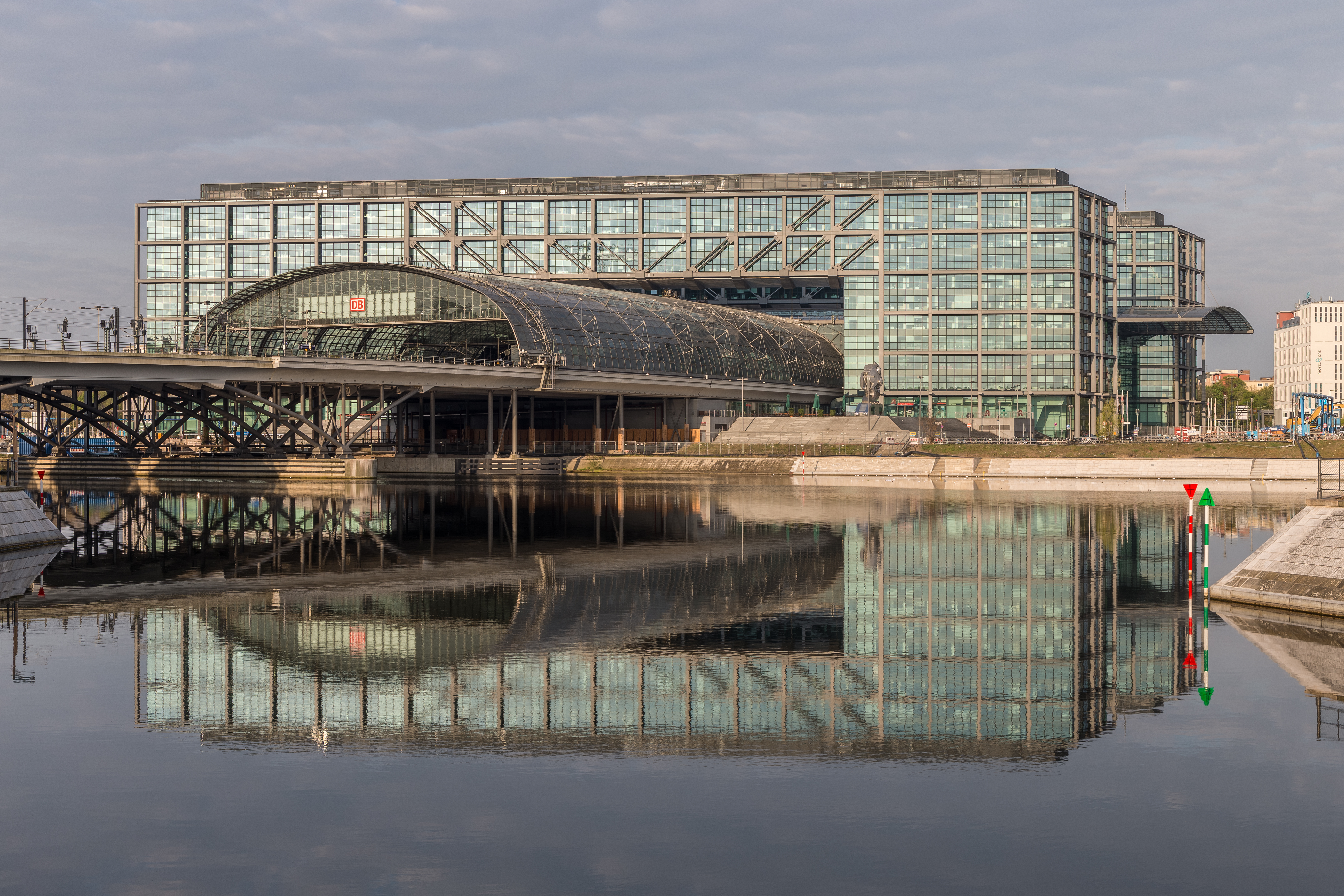
중앙역

건설 당시 계획된 기차역은 동쪽에서 서쪽으로 다음과 같다.
- 슐레지엔역(Schlesischer Bahnhof), 1987년-1998년: 베를린 중앙역, 1950년-1987년 및 1998년 이후: 베를린 동역
- 야노비츠브뤼케역(Jannowitzbrücke)
- 알렉산더플라츠역
- 증권거래소역(Börse), 1951년-1992년: 마르크스엥겔스플라츠역(Marx-Engels-Platz), 1992년 이후: 하케셔 마르크트역
- 프리드리히슈트라세역
- 레어테 도심선역(Lehrter Stadtbahnhof), 현재: 베를린 중앙역
- 벨뷔역
- 동물원역
- 샤를로텐부르크역

건설 이후 벨뷔-동물원역, 동물원역-샤를로텐부르크역 사이에 추가로 역이 건설되었다.
- 티어가르텐역(1885년 1월 5일)
- 사비니플라츠역(1896년 8월 1일)

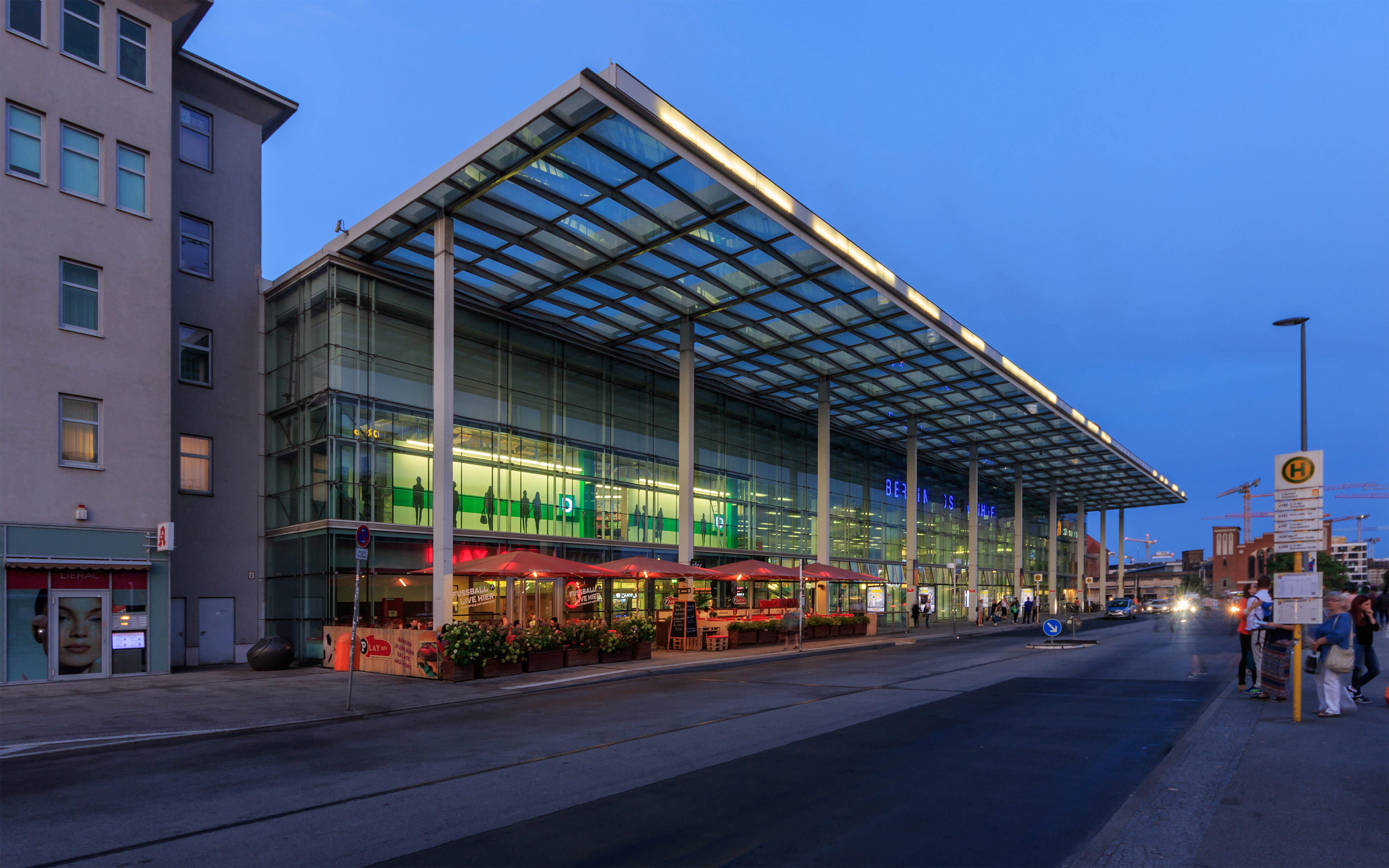
동역
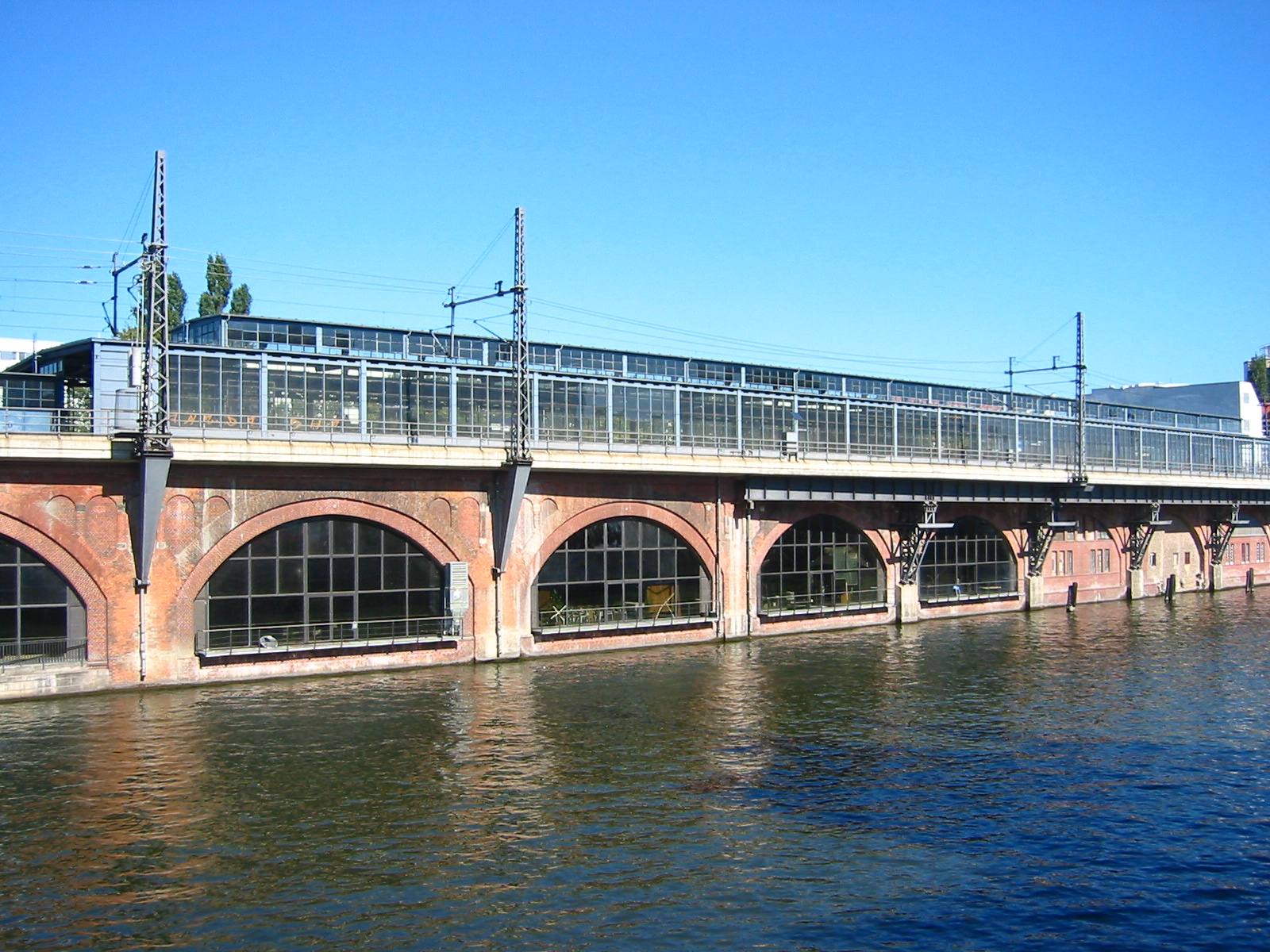
야노비츠브뤼케역
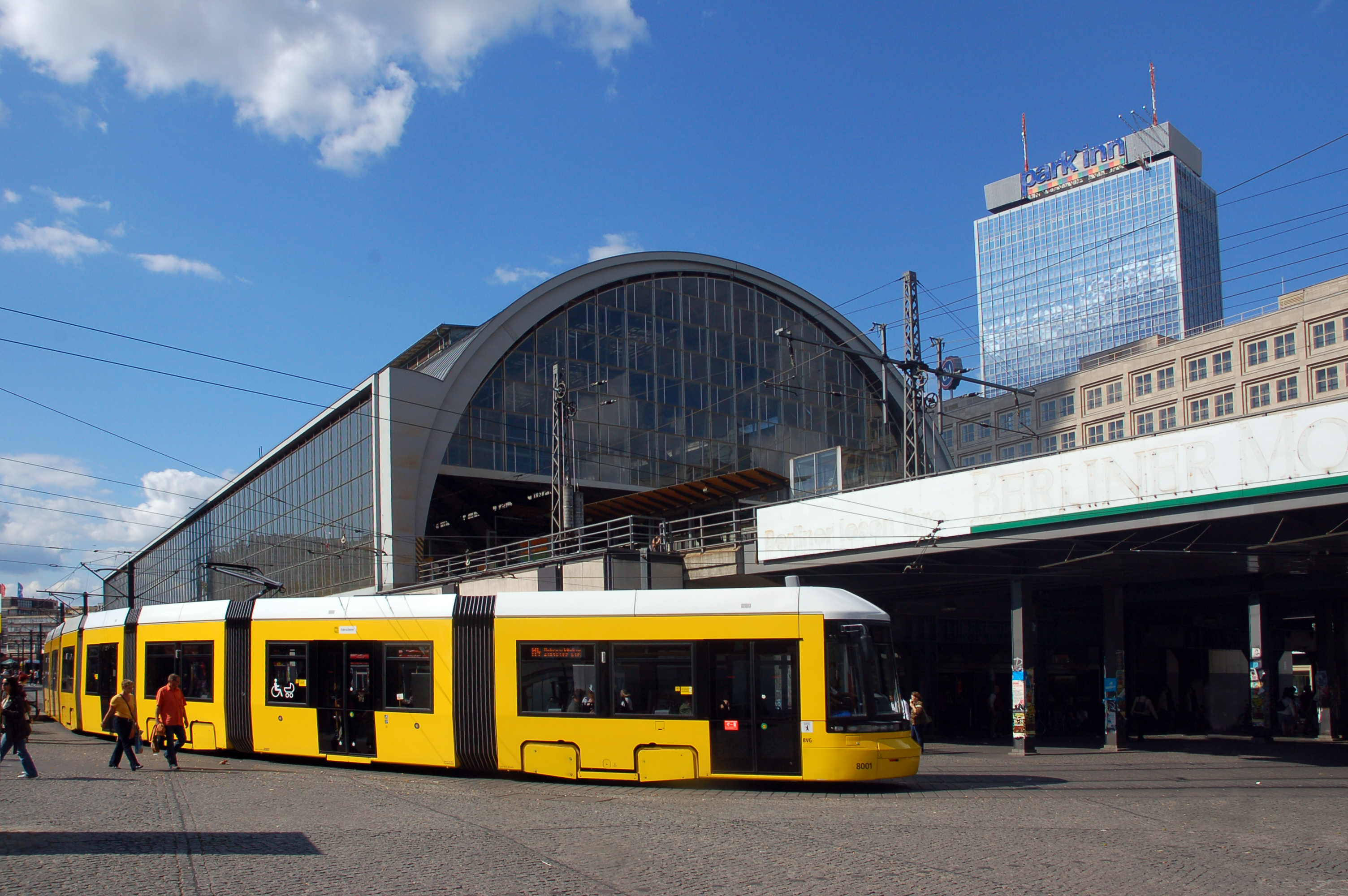
알렉산더플라츠역
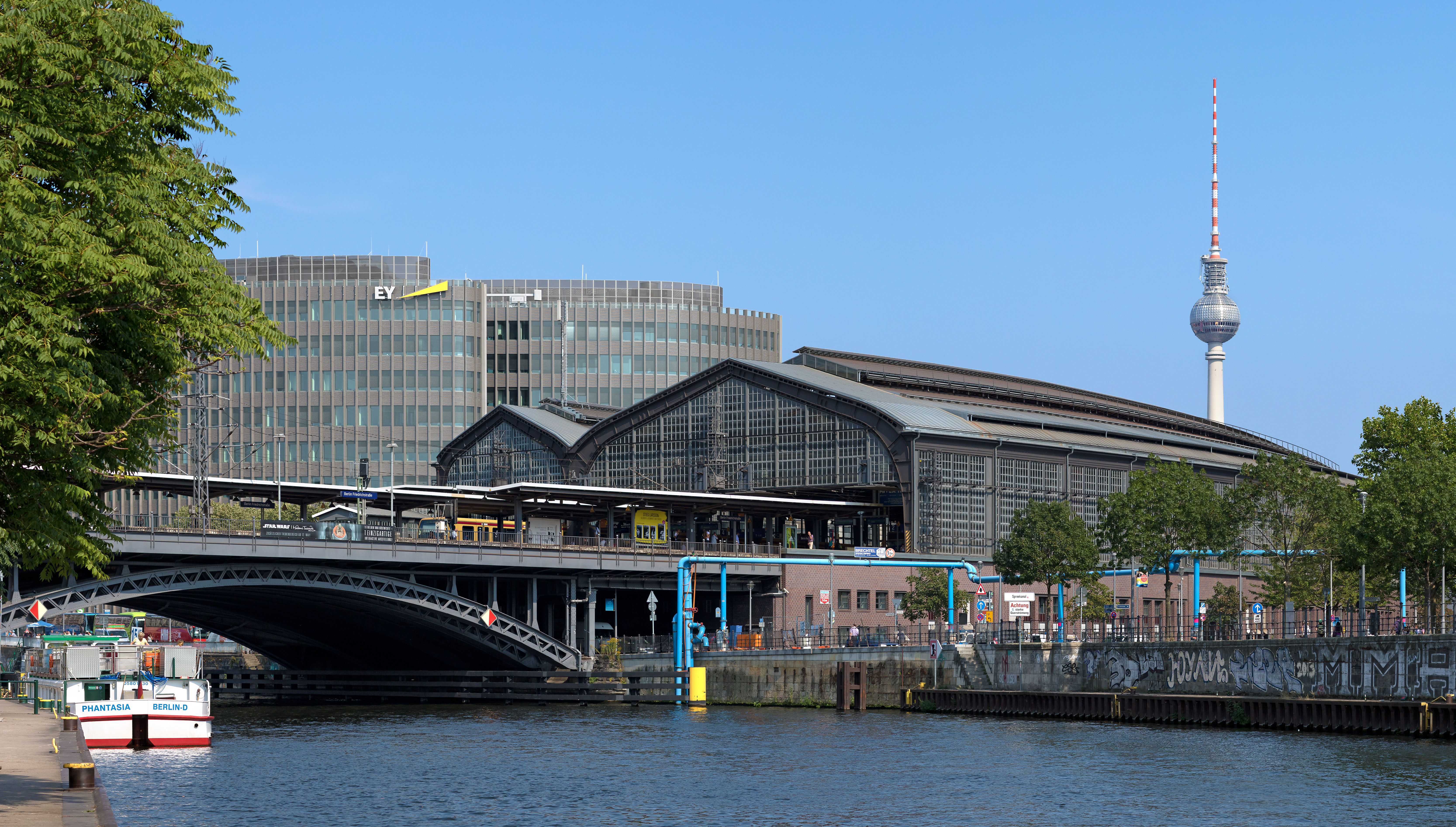
프리드리히슈트라세역
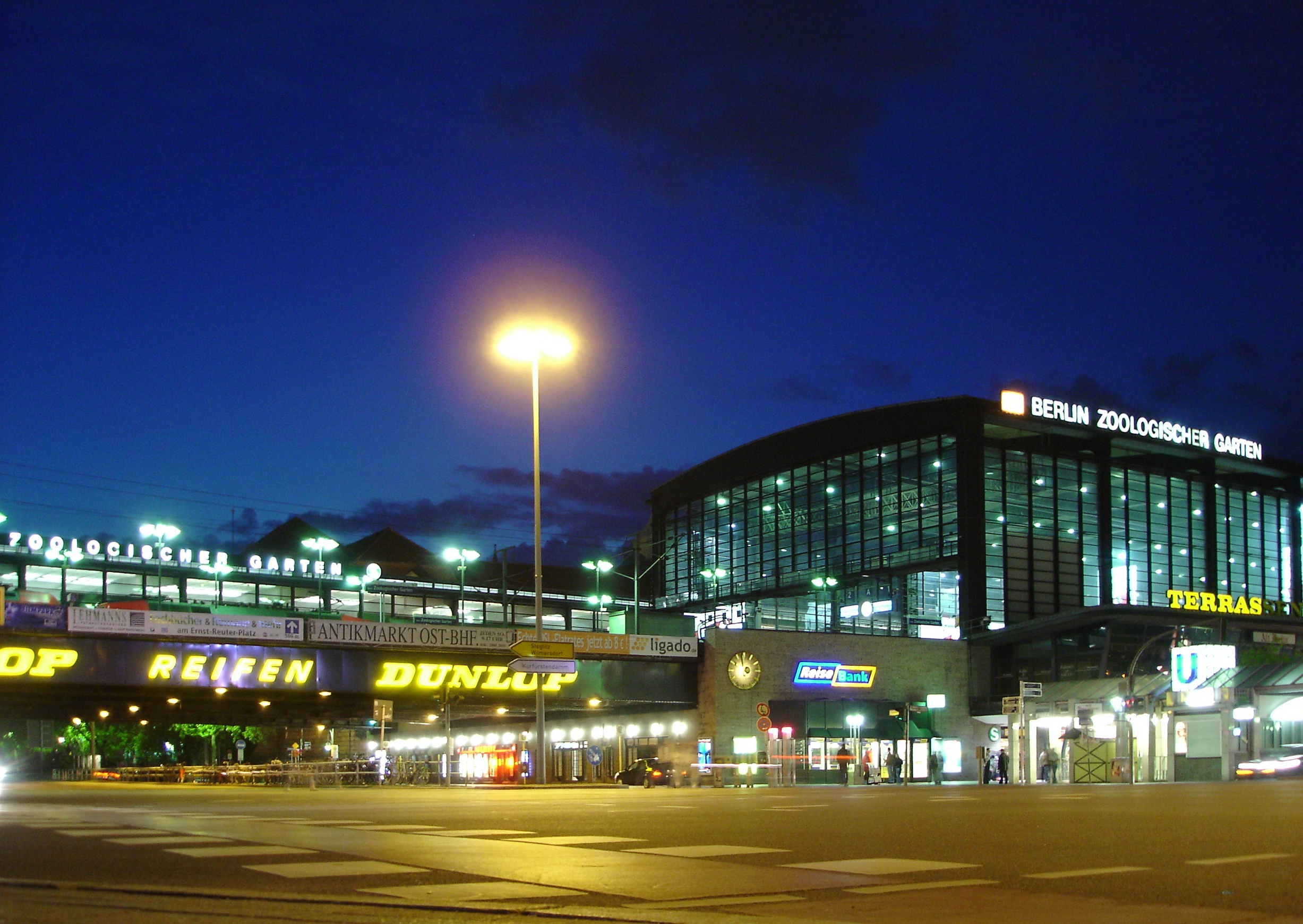
동물원역

### 추가 경로
도심선과 슐레지엔선은 슐레지엔역에서 연결되며, 이 역에서 동방철도 및 베를린 순환선 남쪽으로도 연결된다. 1882년 이 연결선상에 승강장이 건설되었고, 당시 이름은 슈트랄라우-루멜스부르크(Stralau-Rummelsburg)역이었으나 이후 오스트크로이츠역이 되었다. 순환선 북부 연결선은 2006년에 철거되었다.
샤를로텐부르크역에서 장거리 열차선은 반제역 방면 베츨라어선, 슈판다우역 방면 함부르크선 도심연결선과 이어진다. 샤를로텐부르크와 순환선을 연결했던 슈판다우 방면 레어테선 도심연결선은 1945년에 영업을 중단했다. S반 열차는 영업 종료 시간대나 회송용으로만 할렌제 방면 연결선을 사용한다. 베스트엔트 방면 북부 연결선은 1945년에 영업을 중단했다.

### 기점과 영업거리
S반 노선과 열차선 모두 베를린 동역을 기점으로 삼는다. S반의 영업거리는 샤를로텐부르크역 서쪽에서 포츠담과 슈판다우 방면(슈판다우 근교선을 통해서) 계속 이어진다. 열차선의 영업거리는 함부르크선 도심연결선을 통해서 슈판다우역 동쪽까지 이어진다. 운영 내부적으로는 베를린 동역-베를린 샤를로텐부르크역-베를린 슈판다우역 간 열차선이 선로 번호 6109, 베를린 동역-베를린 샤를로텐부르크역-포츠담 중앙역 간 S반선이 선로 번호 6024번을 사용한다.

## 운영 및 확장

1971년 서독 독일연방우정에서 발행한 1925년 근교선

1905년 당시부터 배차 간격은 2분 30초였다.

### 광역 교통
도심선을 운행했던 근교 열차와 순환선 열차(북부 순환선과 남부 순환선)는 영업 초기에는 프로이센 T 12형과 같은  증기 기관차로 견인되었다. 그을음과 악취를 억제하기 위하여 코크스탄을 연료로 사용했다. 컴파트먼트 차량의 문은 개별 컴파트먼트 내에서 수동으로 열어야 했다. 별도의 역 안내방송은 없었다. 초기에도 영업은 오전 4시부터 다음 날 밤 1시까지 진행되었다. 각 열차에는 9량의 객차가 편성되었고 시간대에 따라 2, 3, 5분 배차로 운행했다. 20세기 초반의 운임은 3등석 10페니히, 2등석 15페니히였다.
근교 열차는 샤를로텐부르크 기지에서 영업을 종료했고, 해당 기지에서 기관차의 보급이 이루어졌다.

### 화물 운송
알렉산더플라츠 근처에 있었던 중앙 시장(Zentralmarkthalle)에 화물 운송을 위해서 밤 시간대에 4편성, 낮 시간대에 2편성, 저녁 시간대에 1편성, 총 7편성의 화물 열차가 운행했다. 이를 제외하면 도심선 상에는 정규 화물열차가 운행하지 않았다. 대부분 화물 운송은 베를린 순환선상의 모아비트, 베딩, 바이센제, 첸트랄피호프, 프랑크푸르터 알레, 릭스도르프, 템펠호프, 빌머스도르프-프리데나우, 할렌제, 베를린 샤를로텐부르크 화물역에서 이루어졌다.

### 장거리 열차
과거에 레어테역, 괴를리츠역, 포츠담역에 종착했던 많은 열차가 도심선으로 진입했다. 이를 통해서 과거 종착역의 선로 용량을 감소시켰고 이들 역을 확장할 수 있었다. 19세기 말까지의 교통량 증가와 도심선 진입 구간의 추가 선로 건설 때문에 대부분 열차는 다시 이전 종착역으로 복귀했다.
도심선으로 계속 운행한 열차는 레어테선을 통해서 하노버와 쾰른으로 가는 급행열차, 데사우로 가는 카노넨반 열차, 단치히나 쾨니히스베르크로 가는 동방철도 열차, 프랑크푸르트(오더) 및 포젠을 경유하여 브레슬라우, 카토비츠로 가는 열차가 있었다. 슈판다우와 슈트라우스베르크 방면으로 가는 교외 열차도 1928년까지 도심선의 장거리 열차선에서 취급되었다.
서쪽으로 향하는 열차는 슐레지엔역에서 출발했고 동쪽으로 향하는 열차는 샤를로텐부르크역에서 출발했다. 당시 카를스호르스트 기지의 일부였던 루멜스부르크역과 그루네발트에는 착발 열차의 기관차와 객차 취급을 위한 시설이 있었다.

### 역 확장 및 육교 보강
1914년에 프리드리히슈트라세역이 증축되어 장거리 열차선이 4선으로 확장되고 오늘날까지도 사용되는 역사 건물이 건축되었다.
1922년부터 1932년까지 도심선 고가교 아치 보수 공사가 진행되었다. 벽돌 아치에 콘크리트로 추가로 보강했고, 철교도 보강하거나 교체했다. 당시에도 이미 50년 가까이 사용되었던 도심선을 현대화하고 축중 20톤인 01형 급행 기관차를 베를린 도심선에서도 운행할 준비를 했다.
동시에 알렉산더플라츠역 대합실과 슐레지엔역의 북쪽 대합실도 교체되었다. 교외선 승강장의 높이도 S반의 신형 전동차였던 ET 165 운행에 대비하여 96 cm로 높였다.
1934년부터 1940년까지 동물원역이 증축되었고, 두 번째 장거리 열차 승강장, 대합실 두 개, 테라스 베란다를 새로 건축했다. 대합실에는 1950년대가 되어서야 새로운 유리 지붕이 건설되었다.

### 도심 및 교외선 전철화
1928년 6월 11일 교외선 포츠담-도심선-에르크너 구간이 전철화되었고 직류를 급전했다. DR ET 165(Bauart Stadtbahn) 전동차 5편성이 증기 기관차 열차와 함께 운행을 시작했다. 1928년 11월까지 카울스도르프, 슈판다우, 그뤼나우, 순환선 방면 지선이 전철화되었고, 슈판다우 방면 교외선도 도심선과 연결되었다. 순환선 전 구간이 전철화되면서 마지막 증기 기관차가 1929년에 운행을 종료했다. 이후 순환선 절반을 운행하는 열차는 출퇴근 시간대에만 운행했다. 1930년 12월 S반이라는 명칭과 녹색 원형에 흰색 "S"라는 기호가 도심, 순환, 교외선에 도입되었다.

## 전후 시기

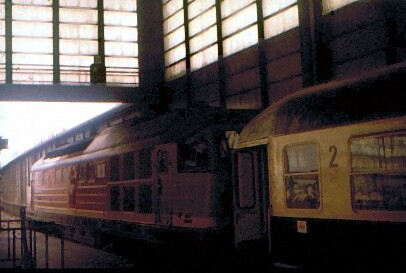
동물원역의 동서독간 열차, 1976년

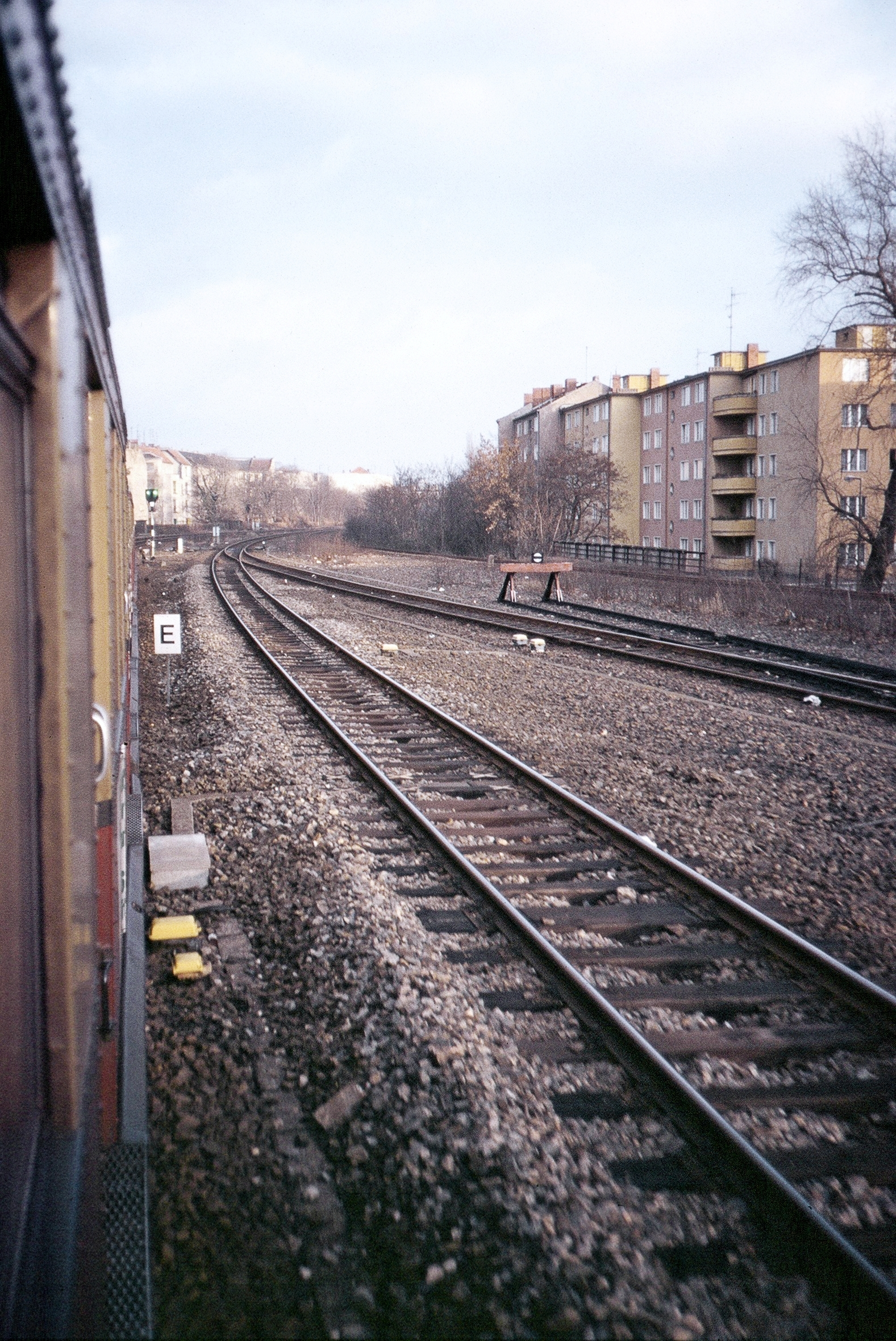
샤를로텐부르크역에서 사비니플라츠 방면, 1986년

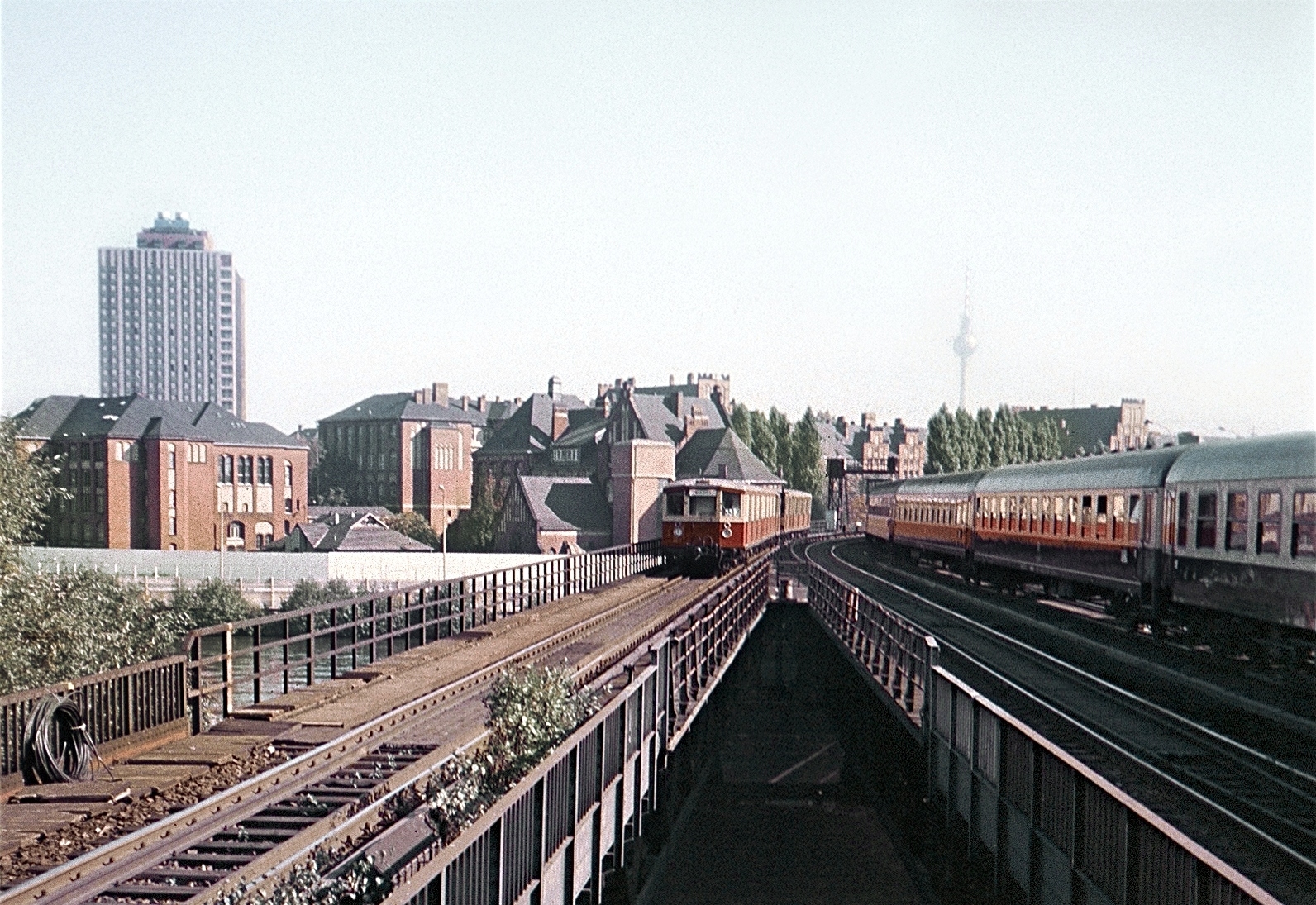
동서베를린의 경계였던 훔볼트하펜을 건너는 두 열차, 1986년

제2차 세계 대전 당시 베를린 폭격으로 도심선의 여러 곳이 파괴되었지만 빠르게 재건되었다. 비행기공포증이 있었던 소련의 통치자 이오시프 스탈린이 1945년 7월 포츠담 회담으로 갈 때 도심선의 열차선을 1524 mm 러시아 궤간으로 임시로 바꿔야 했다. 구독일 동부 영토를 상실하면서 도심선을 통한 장거리 열차의 중요성도 감소하였다. 서방 지구으로 가는 열차는 매우 적게 운행했고, 동방 지구로 가는 열차의 일부는 도심선에서 운행을 종료했다.
베를린 봉쇄 기간 동안 장거리 열차의 대부분이 운행을 중단했다. 이 시기에도 S반 운행은 지속되었다. 새로운 행선지로 쾨니히스 부스터하우젠, 슈트라우스베르크노르트, 슈타켄, 팔켄제가 연결되었다.
1952년 5월 18일 도이체 라이히스반은 서베를린 영토에 있거나 서베를린으로 열차가 이어지는 베를린의 종착역을 폐역했으며, 서베를린의 모든 장거리 열차를 베를린 동물원역에 집중시켰다(이후 슈판다우역과 반제역에 일부 분담). 동독 국내선 열차는 1953년 이후로 도심선으로 운행하지 않았다.

### 베를린 장벽으로 인한 단절
1961년 8월 13일 베를린 장벽이 건설되면서 도심선의 운행도 단절되었다. 동쪽이나 서쪽에서 오는 열차는 무조건 프리드리히슈트라세역에 종착해야 했으며, S반 운행도 양쪽으로 나뉘었다. 이 역은 동독과 서독 구역이 강철벽으로 구분되었고 동베를린으로 들어갈 수 있는 국경검문소가 설치되었다. 서베를린에서 온 승객이 프리드리히슈트라세역에 내리면 동독으로 입경하지 않고 베를린 남북 S반이나 베를린 지하철의 6호선으로 갈아탈 수 있었다. 동독을 거쳐서 서독으로 가는 열차도 프리드리히슈트라세역에서 출발했다. 동독 국내선 열차는 베를린 도심선상에서 베를린 동역에만 정차했다. 동물원역에서 동역으로 가는 직통 열차는 파리-바르샤바 등 국제 열차만 운행했다. 1962년부터는 스칸디나비아 방면(코펜하겐, 스톡홀름), 오스트리아 빈 방면 열차도 직통 운행했다.
| 서베를린 운임과 운임 구역 | 서베를린 운임과 운임 구역 | 서베를린 운임과 운임 구역 |
| ------------------------- | ------------------------- | ------------------------- |
| 1966년 7월 1일            | PS 2                      | 0.30 DM                   |
| 1972년 9월 1일            | PS 3                      | 0.50 DM                   |
| 1976년 7월 1일            | PS 4A                     | 0.80 DM                   |
| 1977년 11월 1일           | PS 5                      | 1.00 DM                   |
| 1979년 11월 1일           | PS 8                      | 1.30 DM                   |
| 1981년 8월 1일            | PS S                      | 1.50 DM                   |
| 1982년 8월 1일            | PS S                      | 1.80 DM                   |
| 1983년 10월 1일           | PS S                      | 2.00 DM                   |

한편 근교 교통은 서베를린 정치권에서 주도한 S반 보이콧으로 인하여 서베를린에서는 수요가 감소했다. S반 이용을 적극적으로 권장하지 않았고, 노선도에서도 S반이 삭제되었으며, 베를린교통공사에서 운영하는 병행 버스 노선이 강화되었고 S반을 따라서 운행하는 지하철 노선이 건설되었다. 그럼에도 불구하고 S반은 동물원역과 프리드리히슈트라세역 국경 통과용 교통수단으로 유지되었다. 서베를린 S반의 운임은 1970년대에 BVG의 요금 이하로 유지되었으나, 이후 적자를 보전하기 위해서 급격하게 인상되었다. 동베를린 지역에서는 도심선 운임이 1991년까지 PS 1(20페니히)로 유지되었다.

### 1989년 이전의 보수 공사
도이체 라이히스반은 서베를린에 위치한 노선과 습지에 건설된 베스트크로이츠역의 보수 공사를 진행했다. 라이히스반 파업 이후인 1980년 9월에는 서베를린에서 3개 노선만 운행했다.
1984년 1월 9일 베를린교통공사가 서베를린의 S반 영업을 담당하게 되면서 동독 정부와 도심선의 개보수 및 동물원역의 현대화 협약을 체결했다. 동베를린에서도 도심선 보수 공사가 시작되었고, 1987년 베를린 성립 750주년을 맞이하여 베를린 동역이 새로운 중앙역으로 개축되었다.

### 장벽 붕괴: 새로운 장거리 열차
베를린 장벽이 무너지면서 도심선에는 새로운 기회가 찾아왔다. 1990년에는 첫 인터레기오 열차가 쾰른까지 운행했다. 1991년에는 카를스루에, 쾰른, 함부르크 방면 인터시티(IC) 열차가 도심선을 따라서 운행했다. 1992년에는 함부르크 방면 열차가 드레스덴과 프라하까지 연장되었다. 동서독간 열차가 운행했던 시기부터 있었던 뮌헨 방면 급행열차도 IC 열차로 승급되었고 도심선으로 운행했다. 1993년 6월 16일에는 반제 전자식 신호소가 개장하여 S반 제어를 담당했고, 6월 24일에는 열차선으로 확대되었다. 1993년 7월부터 동물원역부터 서쪽으로 이어지는 구간이 전철화되었고, 베를린 동역부터 동쪽으로 이어지는 구간은 1987년에 전철화되어 있었다. 1993년 6월 3일 동물원역에 첫 정규 ICE 열차가 운행했다. 이와 동시에 ICE 임시 승강장이었던 미헨도르프역부터 베를린 리히텐베르크역까지의 셔틀 열차 운행이 중단되었다.

### 1994년-1998년: 동물원역부터 동역까지의 보수 및 전철화

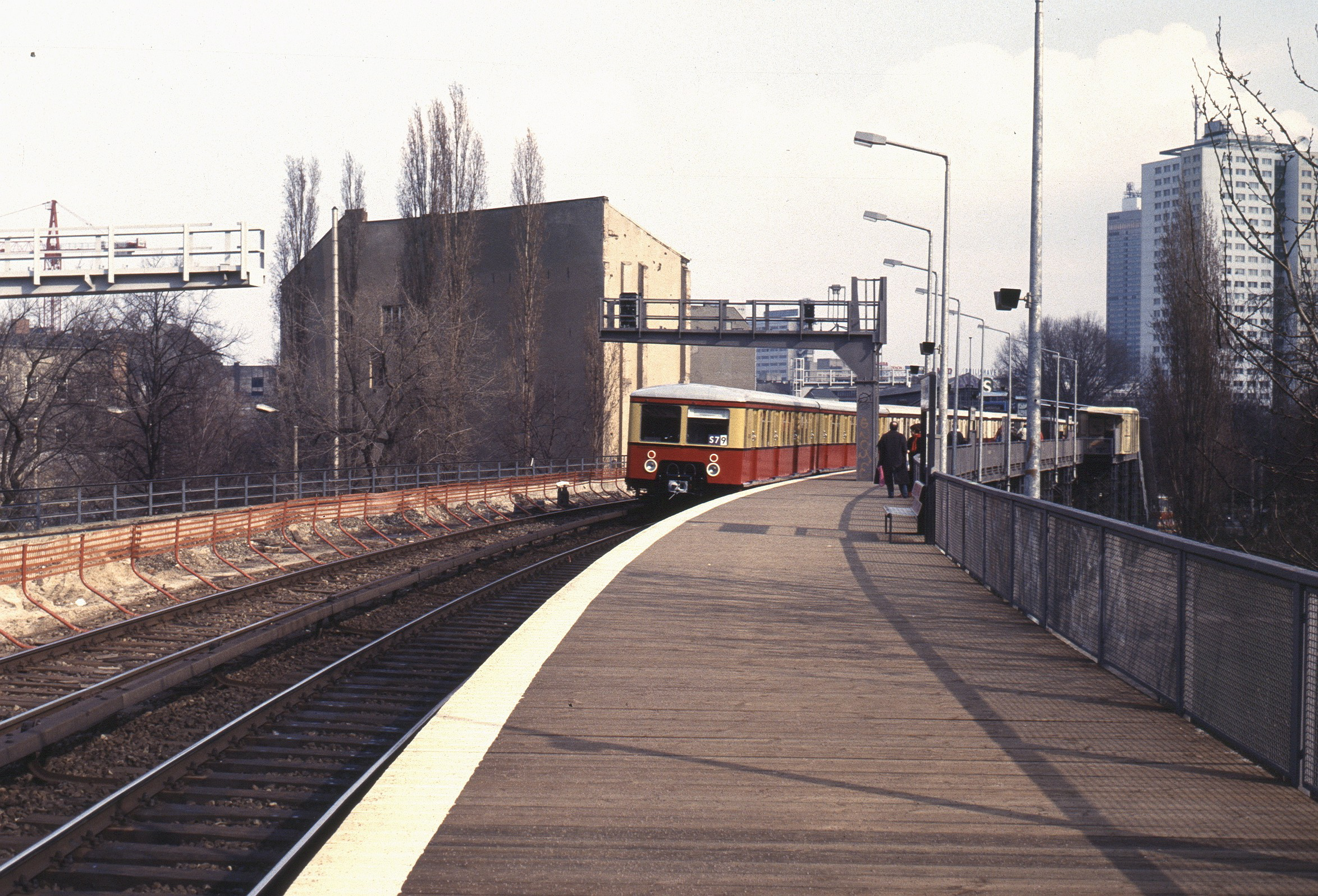
하케셔 마르크트역 서쪽에 있었던 S반 임시 승강장, 1995년

1994년 9월부터 전체 도심선에 대한 보수 공사가 시작되었다. 고가교 아치 다리 530개에 18 m 너비, 25 cm 두께의 복복선 선로의 하중을 분산할 수 있는 철근 콘크리트 슬래브가 설치되었다. 노선 중 7.6 km 거리에 슬래브 트랙이 설치되었다. 다리 27곳이 보수되었고 25곳은 새로 건설되었다. 베를린 동물원역부터 동역까지의 열차선도 이 시기에 전철화되었다. 전철화 과정에서 분기기 78개, 전차선 지지대 410개, 전선 800 km가 투입되었다. 동물원역과 동역 사이의 열차선 운행은 중단되었고, S반은 임시로 열차선으로 운행했다. 1996년에 S반은 다시 원래 선로로 복귀했고, 1998년에 도심선 보수공사가 완료되었다. 투입된 총 비용은 7억 7900만 유로이다.

### 추가 보수 및 현대화
2003년 2월 24일부터 동물원역과 샤를로텐부르크역 구간 2.4 km S반 노선 보수공사가 시작되었다. 구조적 개선 이외에도 배차 간격을 2분 30초에서 1분 30초로 단축할 수 있는 조치가 취해졌다. 열차선은 보수공사의 영향을 받지 않았다. 2004년 4월 19일부터 S반 운행이 재게되었다. 도이체반과 베를린 시의회간 분쟁으로 인해서 3개월간 지연이 있었다.
2016년 10월 말부터 S반선에는 새로운 보안 장치인 ZBS 사용이 시작되었다. ZBS가 장착되지 않은 480, 485 열차가 순환선의 우회 구간을 사용할 수 있도록 샤를로텐부르크역 S반 최남단 승강장에는 기존의 열차 정지 장치가 계속 사용된다.

### 1998년 열차선 재개통 이후 개발

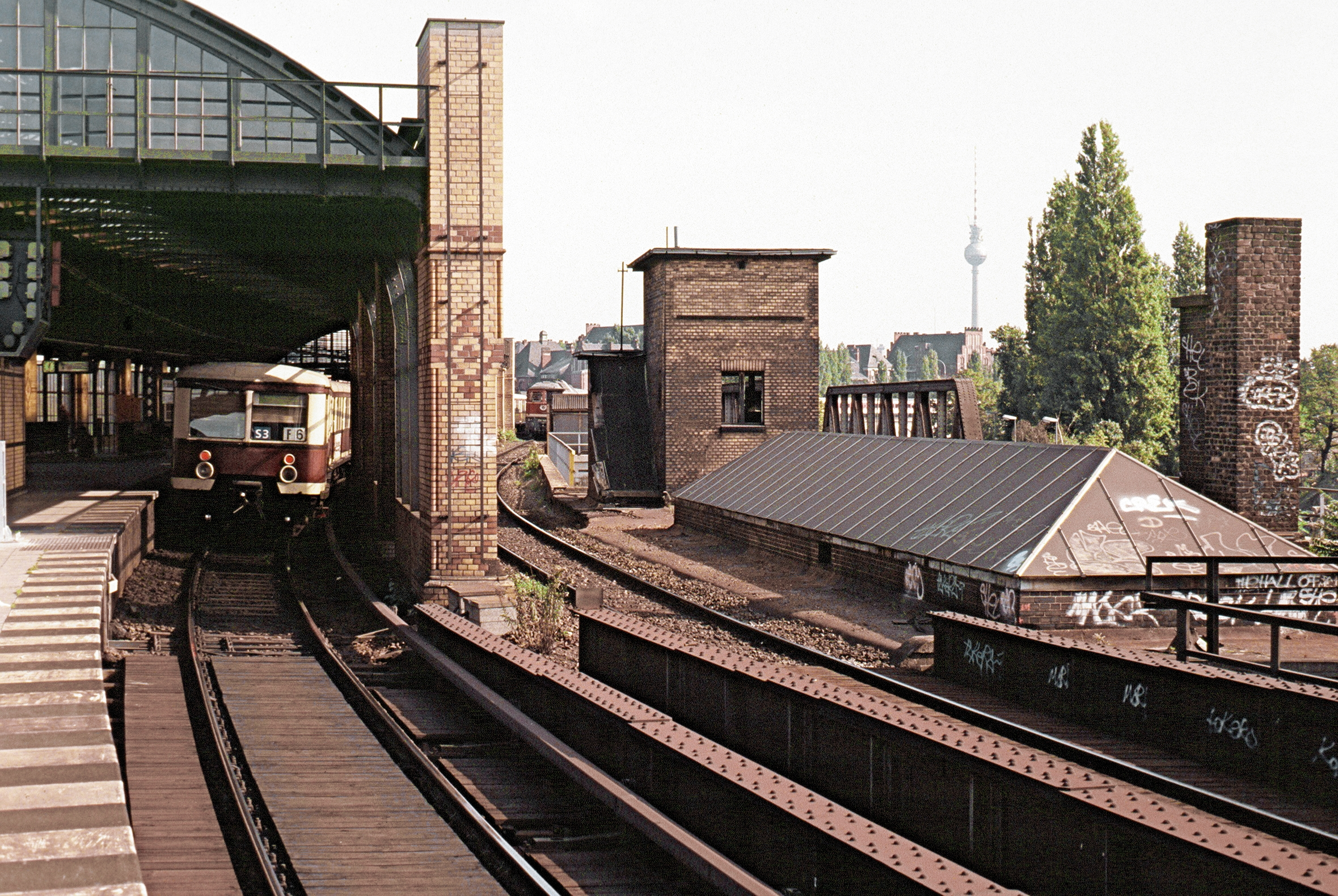
2002년 철거된 레어테 도심선역 자리에 새로운 중앙역이 건설되었다.

1998년 5월 24일부터 도심선 전 구간의 열차선 운행이 재개되었다. 초기에 하루 360편성이 운행했을 때에는 전자식 신호소의 오작동으로 인하여 충분히 시운전을 하지 못한 탓에 비롯한 여러 문제가 발생했다. 이 시기에는 장거리 열차가 최대 2-3시간 연착, 대부분 열차는 도심선 선로 한가운데에서 1시간 30분가량 정차해 있었다.
ICE 및 IC 노선 2개(이후 3개), 레기오날엑스프레스 노선 5개가 도심선으로 운행했다. 운행 이후에 장거리 열차선의 선로 용량이 포화 상태에 도달했다. 도심선 내에서 약간의 지연이 전체 철도망의 지연으로 확대되기 쉬웠다. RE 노선은 동역부터 반제역 및 슈판다우역 사이의 시내 교통용으로도 사용되었다.
도심선은 1998년부터 2006년까지 장거리 열차가 베를린을 통과할 수 있는 유일한 경로였다. 전체 열차는 동물원역과 동역(1998년 이후)에 정차했다. 2006년 5월 28일 새로운 베를린 중앙역이 개통되고 베를린 남북 장거리선이 영업을 시작하면서 도심선의 선로 용량이 일부 분산되었다. 중앙역의 새로운 위치는 기존 도심선 위치보다 약간 남쪽으로 이동했다. 동서 방향 장거리 열차는 중앙역에만 정차하고 일부만 동역에 정차했다. 현재 도심선에는 일일 S반 600편성, 광역 및 장거리 열차 300편성이 운행한다. 도이체반의 자료에 의하면 2007년 초 베를린 동역과 베를린 샤를로텐부르크역 간 S반 일일 이용객은 약 60만 명이었다. 전년 대비 20% 증가했다.
높은 교통량 때문에 2013년에 공식적으로 도심선의 장거리 선로가 과포화 선로로 지정되었다. 중장기적으로 도심선 ICE 운행을 남북 장거리선을 통하여 베를린 중앙역 지하 승강장으로 전환할 계획이 있었다. 2015년 12월부터 ICE 10호선 쾰른-베를린은 도심선 대신 레어테선과 베를린 중앙역 지하 승강장으로 운행한다.
2018년 기준 프리드리히슈트라세역와 하케셔 마르크트역 사이의 구간은 일일 이용객 약 23만 명으로 베를린 S반에서 가장 혼잡한 구간이었다.

## 운임 구역
2006년 5월까지 베를린 도심선은 전체가 하나의 운임 구역(Berlin Stadtbahn)으로 지정되어 있었고, 그 이후에는 단순히 베를린으로만 불렸다. 베를린 도심선에서 출발하여 100 km 이상을 운행하는 열차 승차권에서 해당 표기가 사용된다. 해당 승차권으로는 베를린 도심선상의 S반 이용 및 S반 순환선 내의 역(리히텐베르크역까지의 역 포함) 이용이 가능하다. 운임 거리의 기점은 베를린 프리드리히슈트라세역이다. 일본 철도의 특정도구시내 제도와 유사하다.

## 베를린 도심선과 S반 용어 사이의 관계
현재 독일어권 도시 지역에서 사용되는 S반이라는 단어는 베를린 도심선의 약어가 아니다. S반이라는 단어는 1930년 12월 베를린의 도심, 순환, 근교선이 하나의 상표와 로고를 사용할 때 생겼다. "S"라는 글자의 구체적인 의미는 명확하지 않지만, 한 가지 가설은 1930년대 도시고속철도(Stadtschnellbahn)의 약어 SS에서 따 왔다는 것이다.

## 참고 문헌
- Die Berliner Stadt-Eisenbahn. In: Zeitschrift für Bauwesen,
  - 34. Jahrgang 1884, Sp. 1–24, 113–140, 225–240, 349–376, Tafel 1–21
  - 35. Jahrgang 1885, Sp. 1–16, 297–332, 441–506, Tafel 1–18. (Digitalisat)
- Berliner S-Bahn-Museum (Hrsg.): Die Stadtbahn. Eine Baugeschichte von 1875 bis heute. 2. Auflage, GVE, Berlin 2002, ISBN 3-89218-046-6.
- Bernd Kuhlmann: Bahnknoten Berlin. GVE, Berlin 2000, ISBN 3-89218-099-7.
- Falko Krause: Die Stadtbahn in Berlin. Planung, Bau, Auswirkungen. Diplomica Verlag, Hamburg 2014, ISBN 978-3-95850-546-9.
- Waldemar Suadicani: Berliner Stadtbahn. In: Röll (Hrsg.): Enzyklopädie des Eisenbahnwesens. Berlin / Wien 1915. (Digitalisat)
- Larissa Sabottka: Die eisernen Brücken der Berliner S-Bahn. Bestandsdokumentation und Bestandsanalyse. Gebr. Mann, Berlin 2003, ISBN 3-7861-2463-9.
- Kurt Pierson: S-Bahn. Als die "S-Bahn" noch dampfte. Erinnerungen zu ihrem 100. Geburtstag. Verein für die Geschichte Berlins. Aus: Der Bär von Berlin. Jahrbuch 1971. Eingescannt von J. Kluge, 9/2011.
- Werner Lorenz, Roland May, Hubert Staroste, unter Mitwirkung von Ines Prokop: Ingenieurbauführer Berlin. Michael Imhof Verlag, Petersberg 2020, ISBN 978-3-7319-1029-9, S. 26–29.